# 二道水库
二道水库是中国吉林省吉林市境内的一座水库，位于五里河支流兴家店河上，建于1978年。水库正常库容为421万立方米，集雨面积为37平方千米，海拔为223.8米。